# Mitchell County (Iowa)
Das Mitchell County ist ein County im US-Bundesstaat Iowa. Bei der Volkszählung im Jahr 2020 hatte das County 10.565 Einwohner und eine Bevölkerungsdichte von 8,7 Einwohnern pro Quadratkilometer. Der Verwaltungssitz (County Seat) ist Osage, benannt nach Orrin Sage einem frühen Förderer der Stadt.

## Geographie
Das County liegt im Nordosten von Iowa, grenzt im Norden an Minnesota und hat eine Fläche von 1.216 Quadratkilometern, wovon ein Quadratkilometer Wasserfläche ist. Es grenzt an folgende Nachbarcountys:
|                    | Mower County (Minnesota) |                  |
| Worth County       |                          | Howard County    |
| Cerro Gordo County | Floyd County             | Chickasaw County |

## Geschichte

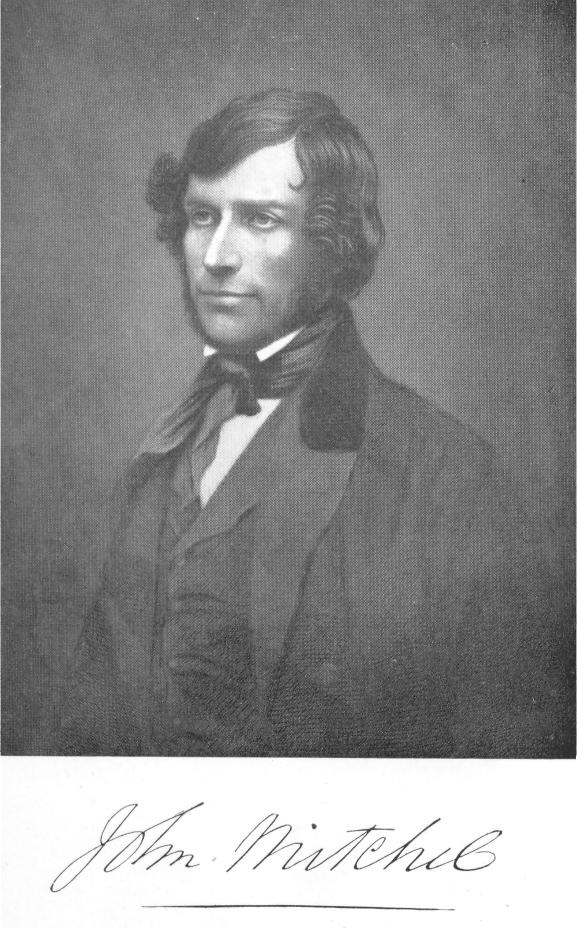
J. Mitchel

Das Mitchell County wurde 1851 aus ehemaligen Teilen des Chickasaw County gebildet. Benannt wurde es nach John Mitchel (1815–1875), einem irischen Patrioten.

10 Bauwerke des Countys sind im National Register of Historic Places eingetragen.

## Demografische Daten

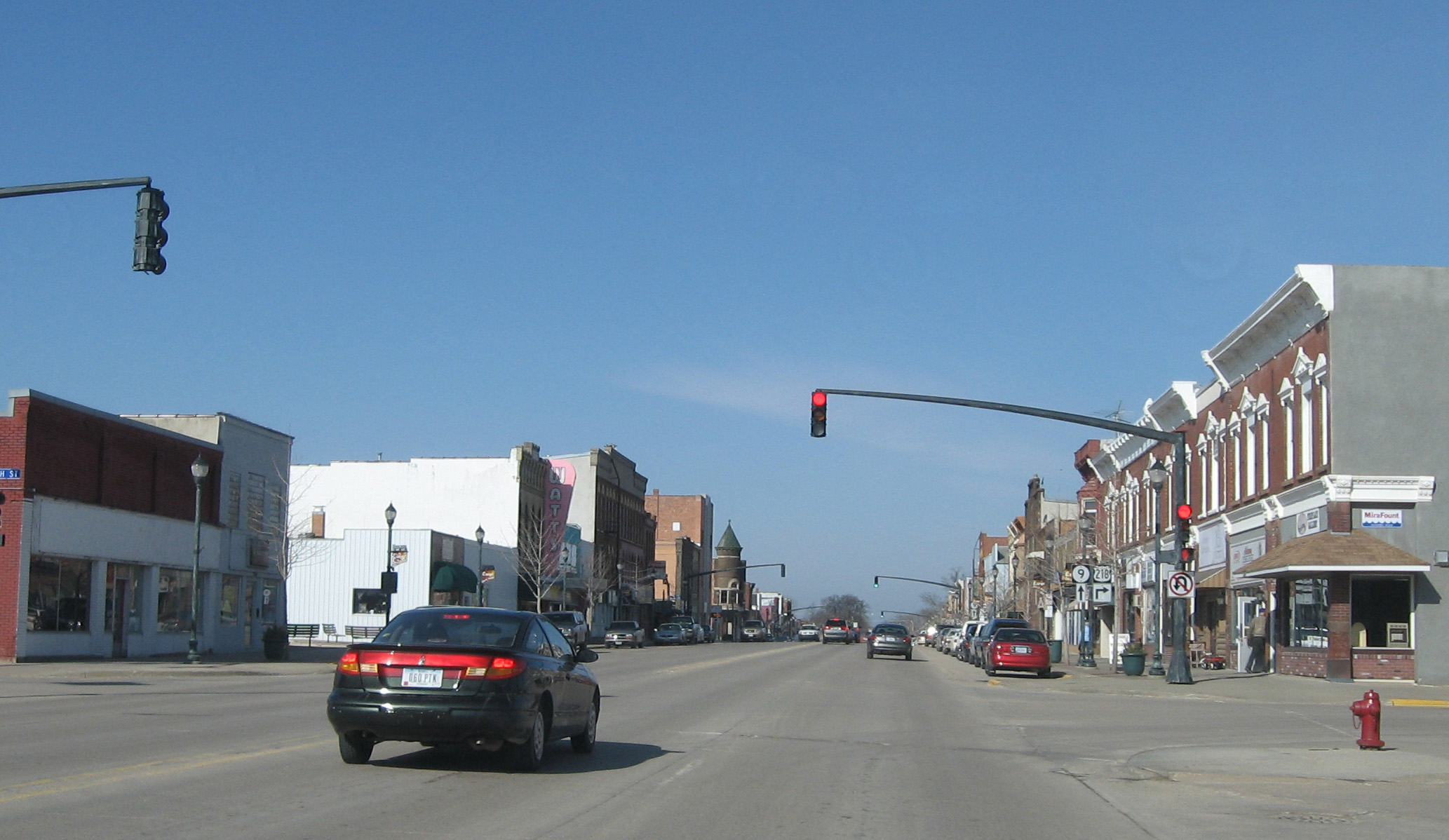
Downtown Osage, seit 2002 im NRHP gelistet

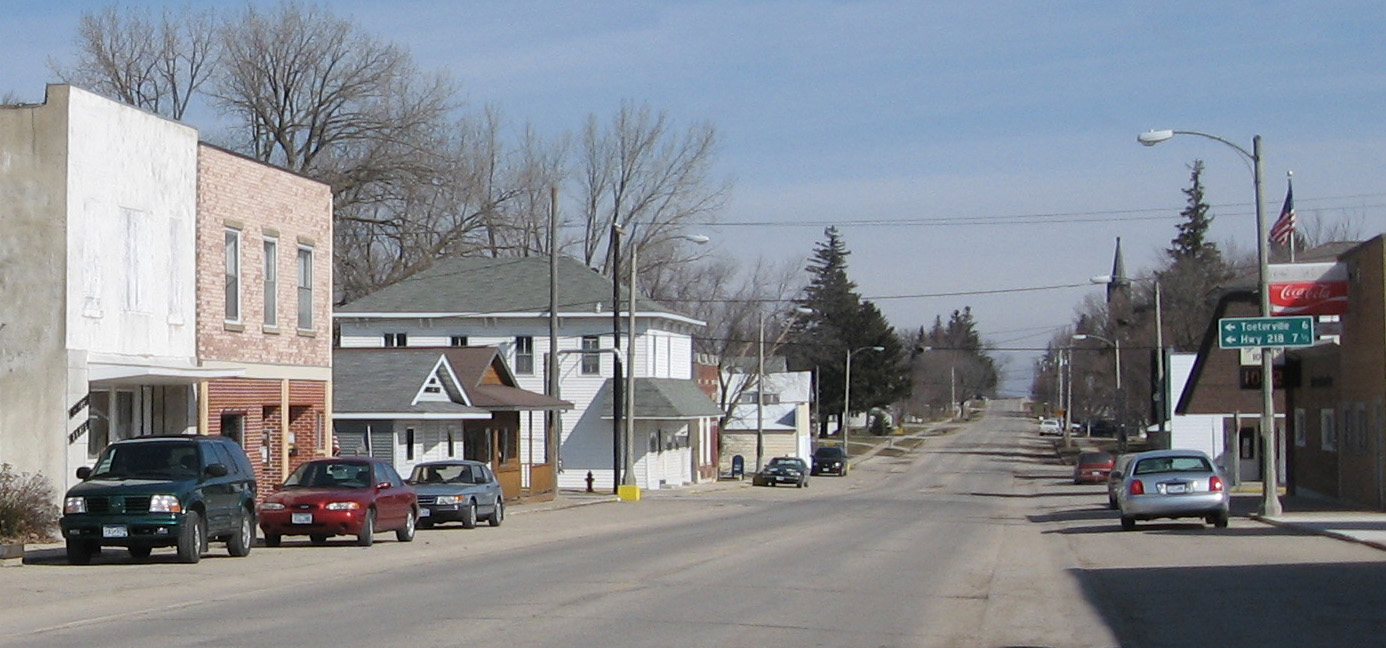
Stacyville

Nach der Volkszählung im Jahr 2010 lebten im Mitchell County 10.776 Menschen in 4.186 Haushalten. Die Bevölkerungsdichte betrug 8,9 Einwohner pro Quadratkilometer.
Ethnisch betrachtet setzte sich die Bevölkerung zusammen aus 98,6 Prozent Weißen, 0,2 Prozent Afroamerikanern, 0,1 Prozent amerikanischen Ureinwohnern, 0,3 Prozent Asiaten sowie aus anderen ethnischen Gruppen; 0,5 Prozent stammten von zwei oder mehr Ethnien ab. Unabhängig von der ethnischen Zugehörigkeit waren 1,0 Prozent der Bevölkerung spanischer oder lateinamerikanischer Abstammung.
In den 4.186 Haushalten lebten statistisch je 2,51 Personen.
24,7 Prozent der Bevölkerung waren unter 18 Jahre alt, 53,6 Prozent waren zwischen 18 und 64 und 21,7 Prozent waren 65 Jahre oder älter. 50,7 Prozent der Bevölkerung war weiblich.

Das jährliche Durchschnittseinkommen eines Haushalts lag bei 46.684 USD. Das Prokopfeinkommen betrug 22.622 USD. 9,0 Prozent der Einwohner lebten unterhalb der Armutsgrenze.

## Orte im Mitchell County
Citys
- Carpenter
- Mc Intire
- Mitchell
- Orchard
- Osage
- Riceville1
- Saint Ansgar
- Stacyville

Unincorporated Communitys
- Little Cedar
- Meltonville
- Meroa
- Meyer
- New Haven
- Otranto
- Rock Creek
- Toeterville

1 – teilweise im Howard County

## Gliederung
Das Mitchell County ist in 16 Townships eingeteilt:
- Burr Oak Township
- Cedar Township
- Douglas Township
- East Lincoln Township
- Jenkins Township
- Liberty Township
- Mitchell Township
- Newburg Township
- Osage Township
- Otranto Township
- Rock Township
- St. Ansgar Township
- Stacyville Township
- Union Township
- Wayne Township
- West Lincoln Township